# Jón Bjarni Atlason
Jón Bjarni Atlason (* Januar 1971 in Reykjavík, Island) ist ein Germanist und Übersetzer.
Jón Bjarni Atlason studierte Skandinavistik, Germanistik und isländische Sprache in Reykjavík, Greifswald und Kiel. Er war Isländischlektor an der Universität Wien. Er übersetzte Der Versuch die Metamorphose der Pflanzen zu erklären von J. W. Goethe, Gotha 1790 erstmals ins Isländische (2002). Dies wurde veröffentlicht in der Reihe «Schriften der Walther von Goethe Foundation» Berlin – Reykjavík.
Seit September 2020 ist er Isländischlektor an der Université de Caen Normandie, im Frankreich.